# Балачу де Сус (Јаломица)
Балачу де Сус (рум. Balaciu de Sus) насеље је у Румунији у округу Јаломица. Oпштина се налази на надморској висини од 38 m.

## Становништво
Према подацима из 2011. године у насељу је живело 3371 становника.